# Hero (film, 1983)
Pour les articles homonymes, voir Hero.
Pour plus de détails, voir Fiche technique et Distribution.
Hero est un film indien réalisé par Subhash Ghai, sorti en 1983.

## Fiche technique
- Titre : Hero[1]
- Réalisation : Subhash Ghai
- Scénario : Mukta Ghai, Subhash Ghai, Ram Kelkar
- Musique : Laxmikant-Pyarelal
- Édité par : Waman Bhonsle, Gurudutt Shirali
- Chorégraphie : Saroj Khan
- Société de production : Mukta Arts
- Pays d'origine :  Inde
- Genre : action
- Durée : 173 minutes
- Date de sortie : 16 décembre 1983 [Où ?]

## Distribution
- Sanjeev Kumar : Damodar Mathur
- Shammi Kapoor :  Shrikanth Mathur
- Jackie Shroff : Jackie Dada / Jaikishan
- Meenakshi Sheshadri : Radha Mathur
- Amrish Puri : Pasha
- Madan Puri : Bharat
- Shakti Kapoor : Jimmy Thapa
- Urmila Bhatt : Sandhya Mathur
- Bharat Bhushan : Ramu
- Manik Irani : Billa

## Bande Originale
Les musiques sont composées par le duo musical Laxmikant Pyarelal, les paroles des chansons sont écrites par Anand Bakshi.
| # | Titre                            | Chanteur(s)                    | Durée |
| - | -------------------------------- | ------------------------------ | ----- |
| 1 | Ding Dong                        | Anuradha Paudwal, Manhar Udhas | 08:27 |
| 2 | Mahobbat Ye Mahobbat             | Suresh Wadkar, Lata Mangeshkar | 06:45 |
| 3 | Lambi Judaai                     | Reshma                         | 06:26 |
| 4 | Nindya Se Jaagi Bahaar           | Lata Mangeshkar                | 06:18 |
| 5 | Pyar Karne Wale Kabhi Darte Nahi | Lata Mangeshkar, Manhar Udhas  | 05:55 |
| 6 | Tu Mera Hero Hai                 | Anuradha Paudwal, Manhar Udhas | 08:03 |

## Remakes
| Année | Film/Série | Langue   | Distribution                         | Réalisateur        |
| ----- | ---------- | -------- | ------------------------------------ | ------------------ |
| 1986  | Vikram     | télougou | Akkineni Nagarjuna, Sobhana          | V. Madhusudhan Rao |
| 1988  | Ranadheera | kannada  | V. Ravichandran, Kushboo, Ananth Nag | V. Ravichandran    |
| 2015  | Hero       | hindi    | Sooraj Pancholi, Athiya Shetty,      | Nikhil Advani      |